# Världscupen i backhoppning
Världscupen i backhoppning arrangeras av det internationella skidsportförbundet FIS. Backhoppningens världscup arrangeras varje säsong, och hade premiär säsongen 1979/1980. Varje säsong hålls ett antal tävlingar på olika platser runtom i världen, och de bäst placerade får poäng. Då säsongen är slut har den som fått mest poäng vunnit.
Säsongen 2011/2012 fick även damerna en världscup.

## Slutsegrare

### Herrar

#### Totalvärldscupen
| Säsong    | Etta                             | Tvåa                             | Trea                          |
| --------- | -------------------------------- | -------------------------------- | ----------------------------- |
| 1979/1980 | Hubert Neuper, Österrike         | Armin Kogler, Österrike          | Stanisław Bobak, Polen        |
| 1980/1981 | Armin Kogler, Österrike          | Roger Ruud, Norge                | Horst Bulau, Kanada           |
| 1981/1982 | Armin Kogler, Österrike          | Hubert Neuper, Österrike         | Horst Bulau, Kanada           |
| 1982/1983 | Matti Nykänen, Finland           | Horst Bulau, Kanada              | Armin Kogler, Österrike       |
| 1983/1984 | Jens Weissflog, Östtyskland      | Matti Nykänen, Finland           | Pavel Ploc, Tjeckoslovakien   |
| 1984/1985 | Matti Nykänen, Finland           | Andreas Felder, Österrike        | Ernst Vettori, Österrike      |
| 1985/1986 | Matti Nykänen, Finland           | Ernst Vettori, Österrike         | Andreas Felder, Österrike     |
| 1986/1987 | Vegard Opaas, Norge              | Ernst Vettori, Österrike         | Andreas Felder, Österrike     |
| 1987/1988 | Matti Nykänen, Finland           | Pavel Ploc, Tjeckoslovakien      | Primož Ulaga, Jugoslavien     |
| 1988/1989 | Jan Boklöv, Sverige              | Jens Weissflog, Östtyskland      | Dieter Thoma, Västtyskland    |
| 1989/1990 | Ari-Pekka Nikkola, Finland       | Ernst Vettori, Österrike         | Andreas Felder, Österrike     |
| 1990/1991 | Andreas Felder, Österrike        | Stephan Zünd, Schweiz            | Dieter Thoma, Tyskland        |
| 1991/1992 | Toni Nieminen, Finland           | Werner Rathmayr, Österrike       | Andreas Felder, Österrike     |
| 1992/1993 | Andreas Goldberger, Österrike    | Jaroslav Sakala, Tjeckien        | Noriaki Kasai, Japan          |
| 1993/1994 | Espen Bredesen, Norge            | Jens Weissflog, Tyskland         | Andreas Goldberger, Österrike |
| 1994/1995 | Andreas Goldberger, Österrike    | Roberto Cecon, Italien           | Janne Ahonen, Finland         |
| 1995/1996 | Andreas Goldberger, Österrike    | Ari-Pekka Nikkola, Finland       | Janne Ahonen, Finland         |
| 1996/1997 | Primož Peterka, Slovenien        | Dieter Thoma, Tyskland           | Kazuyoshi Funaki, Japan       |
| 1997/1998 | Primož Peterka, Slovenien        | Kazuyoshi Funaki, Japan          | Andreas Widhölzl, Österrike   |
| 1998/1999 | Martin Schmitt, Tyskland         | Janne Ahonen, Finland            | Noriaki Kasai, Japan          |
| 1999/2000 | Martin Schmitt, Tyskland         | Andreas Widhölzl, Österrike      | Janne Ahonen, Finland         |
| 2000/2001 | Adam Małysz, Polen               | Martin Schmitt, Tyskland         | Risto Jussilainen, Finland    |
| 2001/2002 | Adam Małysz, Polen               | Sven Hannawald, Tyskland         | Matti Hautamäki, Finland      |
| 2002/2003 | Adam Małysz, Polen               | Sven Hannawald, Tyskland         | Andreas Widhölzl, Österrike   |
| 2003/2004 | Janne Ahonen, Finland            | Roar Ljøkelsøy, Norge            | Bjørn Einar Romøren, Norge    |
| 2004/2005 | Janne Ahonen, Finland            | Roar Ljøkelsøy, Norge            | Matti Hautamäki, Finland      |
| 2005/2006 | Jakub Janda, Tjeckien            | Janne Ahonen, Finland            | Andreas Küttel, Schweiz       |
| 2006/2007 | Adam Małysz, Polen               | Anders Jacobsen, Norge           | Simon Ammann, Schweiz         |
| 2007/2008 | Thomas Morgenstern, Österrike    | Gregor Schlierenzauer, Österrike | Janne Ahonen, Finland         |
| 2008/2009 | Gregor Schlierenzauer, Österrike | Simon Ammann, Schweiz            | Wolfgang Loitzl, Österrike    |
| 2009/2010 | Simon Ammann, Schweiz            | Gregor Schlierenzauer, Österrike | Thomas Morgenstern, Österrike |
| 2010/2011 | Thomas Morgenstern, Österrike    | Simon Ammann, Schweiz            | Adam Małysz, Polen            |
| 2011/2012 | Anders Bardal, Norge             | Gregor Schlierenzauer, Österrike | Andreas Kofler, Österrike     |
| 2012/2013 | Gregor Schlierenzauer, Österrike | Anders Bardal, Norge             | Kamil Stoch, Polen            |
| 2013/2014 | Kamil Stoch                      | Peter Prevc                      | Severin Freund                |
| 2014/2015 | Severin Freund                   | Peter Prevc                      | Stefan Kraft                  |
| 2015/2016 | Peter Prevc                      | Severin Freund                   | Kenneth Gangnes               |
| 2016/2017 | Stefan Kraft                     | Kamil Stoch                      | Daniel-André Tande            |
| 2017/2018 | Kamil Stoch                      | Richard Freitag                  | Daniel-André Tande            |
| 2018/2019 | Ryoyu Kobayashi                  | Stefan Kraft                     | Kamil Stoch                   |
| 2019/2020 | Stefan Kraft                     | Karl Geiger                      | Ryoyu Kobayashi               |
| 2020/2021 | Halvor Egner Granerud            | Markus Eisenbichler              | Kamil Stoch                   |
| 2021/2022 | Ryoyu Kobayashi                  | Karl Geiger                      | Marius Lindvik                |
| 2022/2023 | Halvor Egner Granerud            | Stefan Kraft                     | Anže Lanišek                  |

### Backhoppningsvärldscupen
| Säsong    | Etta              | Tvåa               | Trea             |
| --------- | ----------------- | ------------------ | ---------------- |
| 1995/1996 | Ari-Pekka Nikkola | Andreas Goldberger | Masahiko Harada  |
| 1996/1997 | Dieter Thoma      | Primož Peterka     | Hiroya Saito     |
| 1997/1998 | Primož Peterka    | Masahiko Harada    | Andreas Widhölzl |
| 1998/1999 | Janne Ahonen      | Martin Schmitt     | Kazuyoshi Funaki |
| 1999/2000 | Martin Schmitt    | Andreas Widhölzl   | Janne Ahonen     |

#### Skidflygningsvärldscupen
| Säsong    | Etta                  | Tvåa                          | Trea                  |
| --------- | --------------------- | ----------------------------- | --------------------- |
| 1990/1991 | Stephan Zuend         | Stefan Horngacher             | Ralf Gebstedt         |
| 1991/1992 | Werner Rathmayr       | Andreas Goldberger            | Andreas Felder        |
| 1992/1993 | Jaroslav Sakala       | Didier Mollard                | Andreas Goldberger    |
| 1993/1994 | Jaroslav Sakala       | Espen Bredesen                | Roberto Cecon         |
| 1994/1995 | Andreas Goldberger    | Takanobu Okabe                | Roberto Cecon         |
| 1995/1996 | Andreas Goldberger    | Janne Ahonen                  | Christof Duffner      |
| 1996/1997 | Primož Peterka        | Takanobu Okabe                | Kazuyoshi Funaki      |
| 1997/1998 | Sven Hannawald        | Kazuyoshi Funaki              | Andreas Widhölzl      |
| 1998/1999 | Martin Schmitt        | Noriaki Kasai                 | Hideharu Miyahira     |
| 1999/2000 | Sven Hannawald        | Janne Ahonen                  | Tommy Ingebrigtsen    |
| 2000/2001 | Adam Malysz           | Martin Schmitt                | Risto Jussilainen     |
| 2008/2009 | Gregor Schlierenzauer | Harri Olli                    | Simon Ammann          |
| 2009/2010 | Robert Kranjec        | Gregor Schlierenzauer         | Simon Ammann          |
| 2010/2011 | Gregor Schlierenzauer | Martin Koch                   | Thomas Morgenstern    |
| 2011/2012 | Robert Kranjec        | Martin Koch                   | Simon Ammann          |
| 2012/2013 | Gregor Schlierenzauer | Robert Kranjec                | Andreas Stjernen      |
| 2013/2014 | Peter Prevc           | Noriaki Kasai                 | Gregor Schlierenzauer |
| 2014/2015 | Peter Prevc           | Severin Freund                | Jurij Tepeš           |
| 2015/2016 | Peter Prevc           | Robert Kranjec                | Johann André Forfang  |
| 2016/2017 | Stefan Kraft          | Andreas Wellinger             | Kamil Stoch           |
| 2017/2018 | Andreas Stjernen      | Robert Johansson/ Kamil Stoch |                       |
| 2018/2019 | Ryoyu Kobayashi       | Markus Eisenbichler           | Piotr Żyła            |
| 2019/2020 | Stefan Kraft          | Timi Zajc                     | Piotr Żyła            |
| 2020/2021 | Karl Geiger           | Ryoyu Kobayashi               | Markus Eisenbichler   |
| 2021/2022 | Žiga Jelar            | Timi Zajc                     | Stefan Kraft          |
| 2022/2023 | Stefan Kraft          | Halvor Egner Granerud         | Anže Lanišek          |

### Damer

#### Totalvärldscupen
| Säsong    | Etta                   | Tvåa                   | Trea             |
| --------- | ---------------------- | ---------------------- | ---------------- |
| 2011/2012 | Sarah Hendrickson      | Daniela Iraschko       | Sara Takanashi   |
| 2012/2013 | Sara Takanashi         | Sarah Hendrickson      | Coline Mattel    |
| 2013/2014 | Sara Takanashi         | Carina Vogt            | Yuki Ito         |
| 2014/2015 | Daniela Iraschko-Stolz | Sara Takanashi         | Carina Vogt      |
| 2015/2016 | Sara Takanashi         | Daniela Iraschko-Stolz | Maja Vtič        |
| 2016/2017 | Sara Takanashi         | Yūki Itō               | Maren Lundby     |
| 2017/2018 | Maren Lundby           | Katharina Althaus      | Sara Takanashi   |
| 2018/2019 | Maren Lundby           | Katharina Althaus      | Juliane Seyfarth |
| 2019/2020 | Maren Lundby           | Chiara Hölzl           | Eva Pinkelnig    |
| 2020/2021 | Nika Križnar           | Sara Takanashi         | Marita Kramer    |
| 2021/2022 | Marita Kramer          | Nika Križnar           | Urša Bogataj     |
| 2022/2023 | Eva Pinkelnig          | Katharina Althaus      | Ema Klinec       |

### Fotnoter
1. ↑  Eric Williams (9 juni 2010). ”FIS approves World Cup circuit for women's ski jumping” (på engelska). Skiracing. https://www.skiracing.com/stories/fis-approves-world-cup-circuit-womens-ski-jumping. Läst 17 januari 2016.
2. ↑  Ski Jumping World Cup 2019/2020 Men, Internationella Skidförbundet, mars 2020
3. ↑  Ski Jumping World Cup 2020/2021 Men, Internationella Skidförbundet, februari 2021
4. ↑  Ski Jumping World Cup 2021/2022 Men, Internationella Skidförbundet, mars 2022
5. ↑  Ski Flying World Cup 2018/2019, Internationella Skidförbundet, mars 2019
6. ↑  Ski Flying World Cup 2019/2020, Internationella Skidförbundet, mars 2020
7. ↑  Ski Flying World Cup 2020/2021, Internationella Skidförbundet, mars 2021
8. ↑  Ski Flying World Cup 2021/2022, Internationella Skidförbundet, mars 2022
9. ↑  Ski Jumping World Cup 2018/2019 Women, Internationella Skidförbundet, mars 2019
10. ↑  Ski Jumping World Cup 2019/2020 Women, Internationella Skidförbundet, mars 2020
11. ↑  Ski Jumping World Cup 2020/2021 Women, Internationella Skidförbundet, mars 2021
12. ↑  Ski Jumping World Cup 2021/2022 Women, Internationella Skidförbundet, mars 2022